# 复盛镇 (邻水县)
复盛乡（復盛公社、紅衛公社），是中華人民共和國四川省鄰水縣下辖的一个乡镇级行政单位。

## 沿革[2]
- 1949年12月，九龍區人民政府即建立了復盛鄉公所。1950年2月，復盛鄉劃歸新建的豐禾區人民政府領導。]1953年4月24日，復盛鄉公所改稱復盛鄉人民政府。1956年1月16日疊復盛鄉政府改稱復盛鄉人民委員會。1958年9月22日，復盛鄉人委改稱復盛人民公：1966年5月「文革」開始後，復盛人民公社工作受到干擾。1967年1月破「四舊」時，復盛人民公社改稱紅衛人民公社。3月，由公社武裝幹部和群眾代表主持成立了紅衛人民公社生產辦公室，負責公社日常工作。1967年3月，成立紅衛公社生產辦公室，負責公社日常工作。1969年1月13日．經縣人武部黨委批准．紅衛人民公社革命委員會成立。1973年5月12日經地革委批准紅衛人民公社革委會復稱復盛人民公社革命委員會。1976年10月粉碎「四人幫」後，復盛人民公社的行政組織機構仍然是革命委員會。1981年3月，縣委決定撤銷復盛公社革委會，建立復盛人民公社管委會，管委會設正、副主任。1984年1月，根據中共中央體制改革要求，縣委又撤銷復盛人民公社管委會，建立復盛鄉人民政府。
- 2019年12月，撤乡设镇。[3]

## 行政区划
复盛乡下辖以下地区：
新盛社區、老君山村（建設）、平灘橋村（和平）、光明村、寶谷山村（前進）、豐勝村、六號橋村（豐產）、教官壪村（先進）、龍門橋村（勝利）、水磨灘村（先鋒）、蓮花村（幸福）、涼風村、青林溝村（新華）。